# Campionat de Catalunya de bàsquet femení 1936
El Campionat de Catalunya de bàsquet femení de 1936 fou la primera edició del Campionat de Catalunya de bàsquet femení.
Cap a finals de la dècada de 1920 el basquetbol comença a ser practicat en categoria femenina a Catalunya. L'any 1930, amb motiu de l'Exposició Universal de 1929, es disputà la Copa Exposició, primera competició entre clubs femenins de bàsquet, que fou guanyada pel Club Femení B. Quatre anys més tard es disputà una nova competició organitzada pel diari L'Opinió. Aquest campionat fou anomenat en el seu moment II Campionat de Catalunya. No obstant, no fou considerat oficial en no ser organitzat per la Federació. No fou fins 1936 que aquesta organitzà el primer Campionat de Catalunya femení oficial.
El campionat va ser disputat per 4 clubs. No hi va haver campionat de segona categoria. Inicialment els 4 equips que hi anaven a participar eren Laietà, Barcelona, Blanc Atlètic i Sbart Magda, però finalment l'Atlètic no hi prengué part i en el seu lloc es va inscriure el Sants.
| Clubs participants:              | Clubs participants:       | Clubs participants:      |
| -------------------------------- | ------------------------- | ------------------------ |
| Laietà Sport Club                | Camp del carrer Viladomat | Barcelona                |
| Futbol Club Barcelona            | Camp de les Corts         | Barcelona                |
| Unió Esportiva de Sants          | Camp del carrer Galileu   | Barcelona                |
| Societat Recreativa Esbart Magda | Camp del passatge Caralt  | Santa Coloma de Gramenet |

## Classificació
| Pos | Equip           | PJ | PG | PE | PP | PTS |
| --- | --------------- | -- | -- | -- | -- | --- |
| 1   | CE Laietà       | 6  | 5  | 1  | 0  | 11  |
| 2   | FC Barcelona    | 6  | 4  | 1  | 0  | 9   |
| 3   | UE de Sants     | 6  | 1  | 0  | 5  | 2   |
| 4   | SR Esbart Magda | 6  | 1  | 0  | 5  | 2   |

## Resultats
| 1 | 10/05/1936 | Esbart Magda - Sants     | 8-6   |  |  |  |  |
| 1 | 10/05/1936 | Laietà - Barcelona       | 21-20 |  |  |  |  |
| 2 | 17/05/1936 | Esbart Magda - Laietà    | 5-17  |  |  |  |  |
| 2 | 17/05/1936 | Sants - Barcelona        | 15-19 |  |  |  |  |
| 3 | 24/05/1936 | Barcelona - Esbart Magda | 26-10 |  |  |  |  |
| 3 | 24/05/1936 | Sants - Laietà           | 7-20  |  |  |  |  |
|   |            |                          |       |  |  |  |  |
| 4 | 07/06/1936 | Sants - Esbart Magda     | 17-14 |  |  |  |  |
| 4 | 07/06/1936 | Barcelona - Laietà       | 28-28 |  |  |  |  |
| 5 | 14/06/1936 | Laietà - Esbart Magda    | 21-15 |  |  |  |  |
| 5 | 14/06/1936 | Barcelona - Sants        | 20-7  |  |  |  |  |
| 6 | 21/06/1936 | Laietà - Sants           | 20-6  |  |  |  |  |
| 6 | 21/06/1936 | Esbart Magda - Barcelona | 7-27  |  |  |  |  |
|   |            |                          |       |  |  |  |  |